# Монастирі Православної церкви України
 У статті представлені короткі актуальні відомості про монастирі Православної церкви України. Це службовий список статей, створений для координації робіт з розвитку теми.

## Вінницька область
- Феодорівський монастир (2009); ієромонах Амфілохій.
- Жіночоий монастир на честь Благовіщення Пресвятої Богородиці (2021); ігуменя Єліконида.
- Спасо-Преображенський чоловічий монастир; ієромонах Амфілохій[1].
- Свято-Вознесенський чоловічий монастир; архімандрит Софроній (Чуприна).

## Волинська область
- Монастир на честь Собору святих 12 апостолів (2019)[2]
- Монастир Різдва Христового (2002).
- Жидичинський Свято-Миколаївський монастир (2003), с. Жидичин, Луцький район.
- Замковий Свято-Архангельський чоловічий монастир м. Луцьк, вул. Кафедральна.
- Луцький Хресто-Воздвиженський Братський чоловічий монастир м. Луцьк священноархімандрит Михаїл[3]

## Дніпропетровська область
- Жіноча чернеча обитель на честь Благовіщення Богородиці (2019, як перший монастир, відкритий в ПЦУ), Дніпро
- Покровський чоловічий монастир с. Рубанівське Васильківського району Дніпропетровської області[4] ігумен Василій
- Благовіщенський жіночий монастир[5]

## Донецька область
статус монастирів невідомий, обидва на окупованій території
- Святителя Ігнатія Маріупольського чоловічий монастир, Кальміуський район
- Свято-Троїцький жіночий монастир, Кальміуський район

## Житомирська область
- Свято-Духівський чоловічий монастир, с. Городське Коростишівський р-н. Намісник: схиархімандрит Антоній (Гойко)
- Свято-Троїцький чоловічий монастир, м. Житомир, пров. Покровський, 5. Намісник: єпископ Паїсій (Кухарчук)
- Свято-Паїсівський чоловічий монастир смт. Хорошів Намісник: ігумен Даміан (Янченко).

## Закарпатська область
- Свято-Миколаївський чоловічий монастир смт. Чинадієво [6]

## Івано-Франківська область
- Голинський Свято-Благовіщенський монастир (2005), с. Голинь Калуський район. Благочинний: ієромонах Йосиф (Зеліско).
- Манявський скит (1998) с. Манява Богородчанський район. Благочинний монастиря архімандрит Іоасаф (Стасюк),
- Угорницький Спасо-Преображенський монастир (2004) с. Угорники Коломийський район. Намісник єпископ Коломийський Павло (Мисак).
- Свято-Михайлівський Угорницький чоловічий монастир (Баб'янка, перейшов з УПЦ МП)[7] . Настоятель ієромонах Онуфрій ( Петрів).
- Вознесенський чоловічий скит Манявського монастиря  с. Манява вул. Скитова, 14. Богородчанський р-н. Начальник скита: архімандрит Софроній (Ленів). Івано-Франківсько-Галицької єпархії с. Манява [8]
- Свято-Преображенський скит Манявського монастиря с. Манява вул. Скитова, 14. Богородчанський р-н. Начальник скита: ігумен Амфілохій (Ковалюк).
- Свято-Михайлівський скит Манявського монастиря м. Долина, вул. Привокзальна 12. Начальник скита: ієромонах Феодот (Костюк)
- Свято-Михайлівський чоловічий монастир. с. Підмихайля Калуський р-н. Намісник архімандрит Михайло (Гринів).
- Свято-Серафимівський чоловічий монастир. с. Кривець Богородчанський р-н. Намісник архімандрит Максим (Волошенюк).
- Свято-Троїцький чоловічий монастир. с. Баня-Березів Косівський р-н. Намісник архімандрит Афанасій (Лазарович).
- Свято-Юріївський чоловічий монастир с. Кобаки Косівський р-н. Скитоначальник архимандрит Ювеналій (Зінченко).
- Свято-Покровський скит с. Кулачківці Снятинський р-н. Скитоначальник схиархімандрит Адам (Перванчук).

## Київ
- Видубицький монастир (1997)
- Михайлівський Золотоверхий монастир (1993)
- Свято-Феодосіївський монастир (1992 ставропігійний)
- Свято-Успенська Києво-Печерська Лавра (2023, ставропігійний)
- Спасо-Преображенський чоловічий монастир (2023, ставропігійний)[9]

## Київська область
- Миколаївський монастир (1993), м. Богуслав
- Чоловічий монастир на честь святителя Нектарія Егінського (2019), Обухівський район

## Львівська область
- Свято-Іоано-Золотоустівський чоловічий монастир (1991, Української православної церкви Київського патріархату), Львів
- Онуфріївський чоловічий монастир, с. Межигір'я, Самбірський район, Львівська область
- Свято-Воскресенський Новоафонський монастир м. Львів[10] ігумен Іов
- Святогірський чоловічий монастир Положення Ризи Пресвятої Богородиці.
- Різдва Івана Хрестителя чоловічий монастир м. Дрогобич. Дрогобицько-Самбірської єпархії[11] архімандрит Никон (Бандурович)
- Свято-Пантелеймонівський Великобілинський чоловічий монастир с. Велика Білина. Намісник єпископ Геронтій (Олянський).

## Луганська область
- Свято-Матронинський жіночий монастир, ігуменя Віра[1]

## Полтавська область
- Георгіївський монастир святих Жон Мироносиць, Лубенський район (бувший Пирятинський район)
- Горбанівський Різдво-Богородичний чоловічий монастир  Полтавський район
- Чоловічий монастир святого пророка Іллі Харківсько-Полтавської єпархії Полтавська область, Лубенський район, м. Пирятин.[12]

## Рівненська область
- Георгіївський монастир на Козацьких Могилах (2002), с. Пляшева Дубенський район. Намісник – архімандрит Софроній (Бордюк), з 2013 року.
- Свято-Варваринський жіночий монастир (2004), м. Дубно. Намісниця ігуменя Анна (Кулінець)
- Свято-Воскресенський Гурбинський (Гурбівський) чоловічий монастир на Повстанських Могилах (урочище Гурби) с. Мости Рівненського р-ну Рівненської обл., вул. Лісна, 1. Намісник: архимандрит Онуфрій (Ляда).
- Свято-Миколаївський чоловічий монастир – 35600, м. Дубно, Рівненської обл., вул. Д. Галицького, 28. Монастир було засновано 24 червня 2001 року. Намісник: архімандрит Меркурія (Бікіра).
- Свято-Хрестовоздвиженський чоловічий монастир – 35600, вул. 17 вересня (тепер - вул. Львівська), буд. 27, с. Панталія Дубенського р-ну Рівненської обл. Заснований неподалік місця, де стояв давній Дубенський Хресто-Воздвиженський монастир. Відродження монастиря почалося в листопаді 2005 року. Намісник: - ієромонах Даниїл (Шишканинець)
- Пересопницький Різдва Пресвятої Богородиці чоловічий монастир - с. Пересопниця, Рівненський район Рівненська обл., вул. Старослов’янська, 10. Намісник: ігумен Григорій (Нерата).
- Свято-Троїцький чоловічий монастир[13]

## Тернопільська область
- Почаївська Свято-Успенська Лавра Тернопільської єпархії (чоловічий монастир)
- жіночий монастир Благовіщення Пресвятої Богородиці Тернопільської єпархії, ігуменя Даниїла[14]
- Свято-Вознесенський чоловічий монастир, ігумен Миколай[3]
- Жіночий монастир Святої Великомучениці Варвари[15]

## Хмельницька область
- Свято-Троїцький жіночий монастир, Хмельницький район (бувший Городоцький район)
- Іоанно-Предтечинський чоловічий монастир, Кам'янець-Подільський[16]
- Свято-Троїцький чоловічий монастир,[17]
- Різдва Пресвятої Богородиці чоловічий монастир[18]

## Чернівецька область
- Свято-Прокопіївський жіночий монастир, с. Лекече Вижницький район
- жіночий монастиря Преображення Господнього Чернівецько-Буковинській єпархії, Чернівецька область, Заставнівський район, с. Васловівці, вул. Гакмана, 2.[19]
- Свято-Пантелеймонівський чоловічий монастир  в с. Шипинці Кіцманського р-ну. Намісник ігумен Гліб (Кульчицький).
- Преображення Господнього жіночий монастир[20]
- Свято-Миколаївський чоловічий монастир[21]

## Чернігівська область
- Свято-Іль'їнський монастир Чернігівсько-Сумської єпархії
- Єлецький Успенський чоловічий монастир Чернігівської єпархії